# Port Costa
Port Costa – jednostka osadnicza w Stanach Zjednoczonych, w stanie Kalifornia, w hrabstwie Contra Costa.